# زیمنس کامیونیکیشنز
زیمنس کامیونیکیشنز (انگلیسی: Siemens Communications) بازوی کسب‌وکار ارتباطات و اطلاعات شرکت خوشه‌ای صنعت آلمان، زیمنس، پیش از سال ۲۰۰۶ بوده است. این بخش، بزرگ‌ترین قسمت کمپانی زیمنس بود که به دو بخش شبکه موبایل و شرکت کسب‌وکار تقسیم شد.
این شرکت در اوایل ۱۸۵۰، اولین خطوط تلگراف طولانی را در اروپا به طول ۵۰۰ کیلومتر و بین شهرهای برلین و فرانکفورت کشید. پس از افتتاح دفتر در لندن، در اواخر دهه ۱۸۵۰ میلادی، درگیر ساخت شبکه‌های طولانی تلگراف در روسیه شد. در ۱۸۶۷، خط تلگراف هندواروپایی را بین لندن و کلکته ایجاد کرد که طول آن، بالغ بر ۱۱۰۰۰ کیلومتر می‌شد.